# I ett fotoalbum

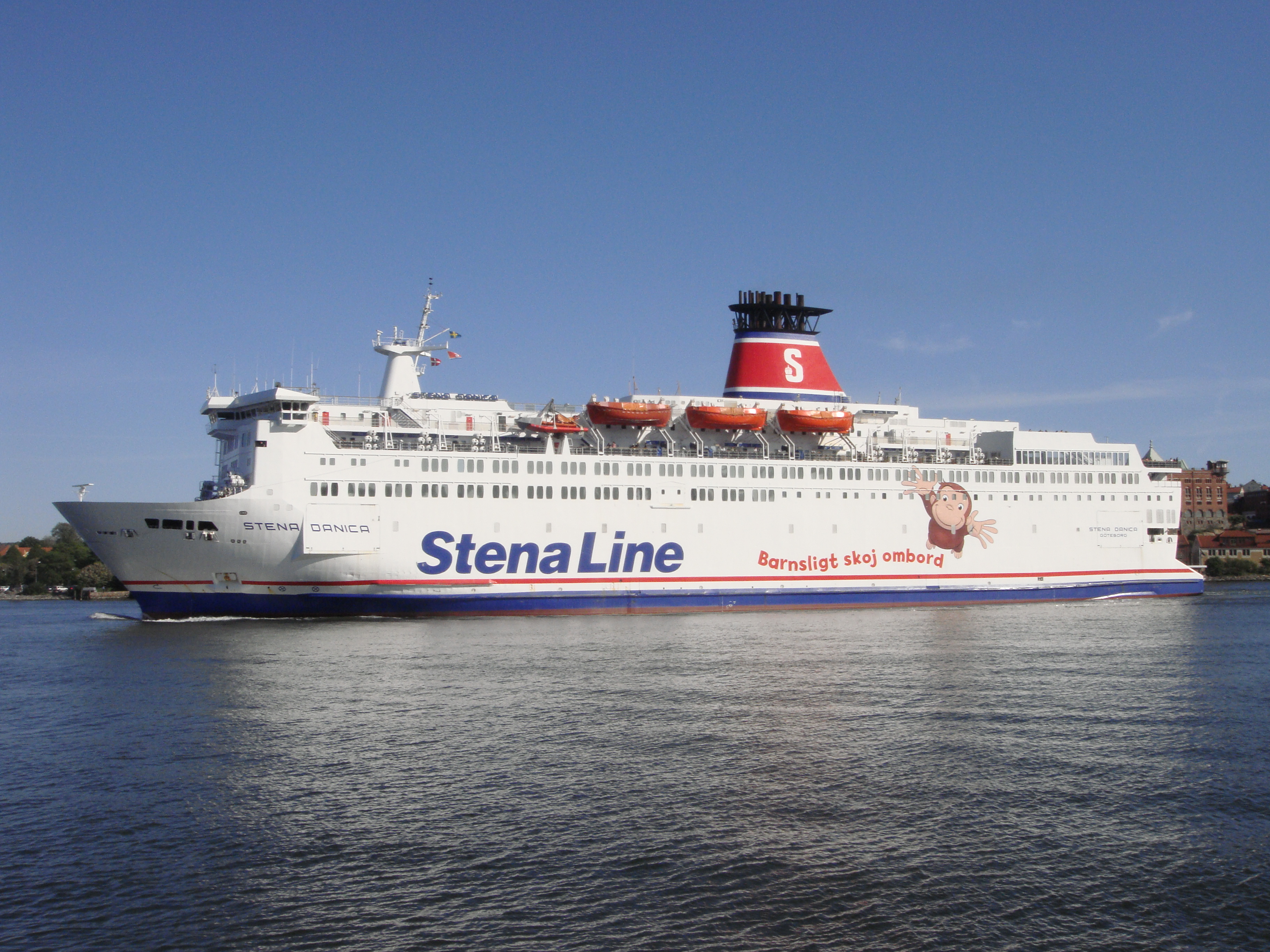
Låten handlar om hur man genom att titta i fotoalbum minns olika saker i livet, och börjar med ett minne när man missade färjan och hamnade sist i kön under semestern.

I ett fotoalbum är en svensk dansbandslåt skriven av Lars E. Carlsson och Hans Sidén. Den utkom 1977 i tre olika inspelningar, av Bendix som "Tänk så man såg ut" , av Dancemän på albumet Djurgårdsfärjan som "I ett fotoalbum (där står tiden stilla)" , samt av Thorleifs samma år på albumet Du, bara du som "I ett fotoalbum" .
Börje Franzen spelade 1981 in låten på albumet De' e någe visst me' de' , under titeln Tänk som man såg ut, ord som avslutar sångens refräng, medan låten 1983 spelades in av Tommy Bergs på albumet Sköna mogenlåtar .
Sångtexten handlar om att sitta och titta i ett gammalt fotoalbum och minnas olika händelser i livet, med kort från semesterturer där man missade färjan och hamnade sist i kön under semestern, sommaren och personer, tänka på barnen och de som har dött sedan dess, och le över då man tänker "hur man såg ut".
1998 hade Lasse Stefanz en coverhit med låten, som då låg på Svensktoppen i 13 veckor under perioden 25 juli -17 oktober 1998 . Låten blev även titelspår för bandets studioalbum samma år . Lasse Stefanz släppte den 1998 även på singel, med "Nu och för alltid" som B-sida . En version med norsk text släpptes av Trond Erics under namnet "I et fotoalbum".